# Éretlenek (televíziós sorozat)
Az Éretlenek 1995-ben készült magyar televíziós sorozat. A videótéka és az épület a III. kerület Róka hegyen található az Ürömi út és a Gyöngyvirág utca kereszteződés közelében.  

## Történet
S01E01 A zálog
Pénz helyett ártatlannak látszó pisztolyt hagy zálogként a videokölcsönzőben az egyik vendég. Hamarosan kiderül azonban, hogy a pisztoly valódi és ez komoly bonyodalmat okoz a baráti társaság életében.
S01E02 A kölcsön visszajár
Csilla és Balázs kicsi koruk óta nem látták apjukat. Most is csak azért bukkan fel, mert sürgősen pénzre van szüksége. Balázs benyúl a közös kasszába, hogy segítsen édesapján. A pénzt azonban vissza kell adni.
S01E03 A végrendelet
Vevő érkezik az Angol házba. Aliz és a banda összefog, hogy megakadályozza az üzletet. A terv szerint az egyik fiú csábítóan csinos nőnek öltözik.
S01E04 A szökevény
Intézetből szökött lány jelenik meg a kölcsönzőben. Olaszországba igyekszik és Buktát keresi. Tetszik a fiúknak, ezért a lányok nem örülnek, amikor kiderül, hogy néhány napig el kéne bújtatni.
S01E05 A telefon-hinta
Úgy tűnik, hogy a szextelefon-mánia elérte a videokölcsönzőt is. Meg kell találni a tettest, mielőtt a magas telefonszámla tönkreteszi a Bandát.
S01E06 A bokszkesztyű
Kézdi új autót vesz és megpofozza fiát. A sértett Totó ezért elszökik otthonról. Erdős bácsi pálinkával itatja a szökevényt és régi titkokról mesél neki. De befogadni nem hajlandó Totót.
S01E07 A hívatlan vendég
Bukta menedéket kér a bandától, néhány napig szeretné a kölcsönzőt irodaként használni. A húgát is magával hozza és a néhány napból kicsit több lesz.
S01E08 A félelem
Gréti kórházba kerül és a magára maradt testvérpár, Balázs és Csilla attól fél, hogy valami komoly baja van.
S01E09 A kaland
Egyik reggel arra ébred a Lázár család, hogy Szilvia elutazott, otthagyta őket. Tamás megpróbálja eljátszani a három gyerek előtt, hogy nincs semmi baj.
S01E10 A titok
Ricsi szerelmes Zsófiba, és halálosan féltékeny. Ráadásul a lány az utóbbi időben elég furcsán viselkedik. A fiú mindent elkövet, hogy rájöjjön Zsófi titkára.
S01E11 A meglepetés
Kézdiék kutyája eltűnik, de ezenkívül is meglepő dolgok történnek az utcában. A bandával sincs minden rendben, a régi barátok, barátnők, még a testvérek is egymás ellen fordulnak.
S01E12 Hazudj igazat!
Bukta behoz egy videókamerát a kölcsönzőbe. Olcsón árulja, és Totó beleszeret a masinába. Elhatározza, hogy mindenáron megszerzi magának.
S01E13 Mindent vagy semmit!
Miközben Kicsi egyre-másra nyeri a Mindent vagy Semmit! vetélkedő fordulóit, az Angol-ház újra veszélybe kerül. Rokonok jelentkeznek érte, akik nem törődnek Angol Bandi bácsi végrendeletével. A legrosszabb pillanatban pedig Aliz is eltűnik.
S02E01 Költözési világnap
Új lakók érkeznek a Csonka utcába. Borbély Izabella és három lánya, Zsófi, Klára, Eszter. Ildikó lakását tatarozzák, ő Erdős bácsihoz költözik. Az Angol-ház kertjében két hajléktalan talál otthont egy szekrényben.
S02E02 A két idegen
Két titokzatos "idegen" bukkan fel a Csonka utcában. Egy kétségbeesett fiatal lány a milánói vonatról és egy idős norvég úriember. Megjelenésük alaposan felkavarja a lakók életét.
S02E03 Születésnap
Egy éves lett a videotéka; a gyerekek méltó módon akarják megünnepelni. Egyben ez kiváló ürügy arra, hogy Izabella lányai közelebb kerüljenek a kiszáradt szemű fiúkhoz.
S02E04 Idő nincs
Egy nap a Csonka utcai gyerekekkel furcsa dolgok történnek, ugrálási kényszerük támad, éhségérzetük elmúlik, soha meg nem történt dolgokat élnek át, sőt Kicsi folyamatosan döntetlent játszik Alizzal a sakkban. Valami van a levegőben.
S02E05 A behívó
Ricsi váratlanul levelet kap, katonai behívót. A legrosszabb időben, mint ahogy ez mindenkinél így van. A gyerekek előtt nagy feladat áll: be kell bizonyítani Ricsi alkalmatlanságát a katonai életre. Mintha ez nem lenne amúgy is nyilvánvaló.
S02E06 A tévedések napja
Új alak tűnik fel a Csonka utcában, Gábor, a kalitkájával. A kalitka azonban le van takarva és nem tudni, kit-mit őriz benne. Az alak beköltözik az Angol-házba. Élete, viselkedése csupa titok. Kicsi ezért aztán természetesen azonnal beleszeret.
S02E07 Macskagyökér
Olgát gyötri a féltékenység. Az utca új lakója, Izabella hatással van a férfiakra. Olga felidézi a múltat: valaha barátja volt egy ismert természetgyógyász. A természet patikáját hívja segítségül az Izabella elleni harcban.
S02E08 Nyugodt vasárnap
Egy vasárnap kitűnő alkalom arra, hogy a családok végre igazából összeveszhessenek. A zűrzavar közepén Karesz eltűnik, a nagy keresésben kiderülhet, képesek-e az utca lakói egy ügyért szövetkezni.
S02E09 Fénykép lesből
Eszterről erotikus fotó jelenik meg egy szexmagazinban. A gimiben kitör a botrány. A gyerekek összefognak a lány ártatlanságának kiderítésére, ami nem könnyű feladat.
S02E10 Április 22.
Alíz különösen viselkedik, április 22-e tragikus évforduló napja az életében. Az őt ápoló Kicsi késő éjjel egy fiatal fekete férfiba botlik, aki anyja szobájából jön ki. Kicsi kétségbeesik, az utca szájára veszi Szilviát.
S02E11 Egy kis késedelem
Ricsi és Zsófi boldog együttléte zavartalannak tűnik. Zsófi azonban egy "elmaradt női esemény" miatt pánikba esik. Ricsire vár a feladat, hogy életében először valódi férfiként viselkedjék.
S02E12 A Bogár
Balunak teljesül az álma, hozzájut egy valódi Volkswagen "bogárhoz". De több mint gyanús, honnan vette rá a pénzt. Balu hazudik mindenkinek, ez nyilvánvaló. De kiért és miért teszi?
S02E13 A pornókazetta
Gyanús gyorsasággal ellenőrök bukkannak fel a videotékában: az ellenőrzés során egy tiltott gyerek-pornókazettát találnak. Ki a bűnös a dologban? Kinek az érdeke, hogy a tékát bezárják és hogy az utca lakói végképp egymás ellen forduljanak? Közben Erdős bácsi döntő lépésre szánja el magát.

## Szereplők
A sorozatban mutatkozott be Kovács Kata első jelentősebb szerepében, akit később Dobó Kataként ismert meg a magyar közönség.  A népszerű sorozatban főszereplő volt a Kossuth-díjas Törőcsik Mari is.
- Törőcsik Mari – Alíz
- Harkányi Endre – Erdős úr
- Szurdi Tamás – Totó
- Demjén Noémi – Zsófi
- Kálmán András – Karesz
- Horkay Péter – Ricsi
- Csöndes Anna – Kicsi
- Tóth Attila – Balázs
- Tárcza Edina – Csilla
- Boldoghy Bori - Klári
- Gyetvai Éva - Zsófi
- Bárdos Cecília - Eszter
- Bezerédi Zoltán – Totó apja
- Dobó Kata – Vera
- Sajgál Erika – Olga
- Molnár Piroska – Ildikó
- Töreky Zsuzsa – Szilvia
- Máté Gábor – Tamás
- Végvári Tamás – Pali bácsi
- Szirtes Ági – Gréti
- Lukács Sándor – Bartos
- Kiss Mari – Borbély Izabella
- Bodrogi Gyula – Dr. Varró Gábor
- Márton Csaba – Bukta

## Epizódok
| - A zálog - A kölcsön visszajár - A végrendelet - A szökevény - A telefon-hinta - A bokszkesztyű - A hívatlan vendég - A félelem - A kaland - A titok - A meglepetés - Hazudj igazat! - Mindent vagy semmit! | - Költözési világnap (1996) - A két idegen (1996) - Születésnap (1996) - Idő nincs (1996) - A behívó (1996) - A tévedések napja (1996) - Macskagyökér (1996) - Nyugodt vasárnap (1996) - Fénykép lesből (1996) - Április 22. (1996) - Egy kis késedelem (1996) - A bogár (1996) - A pornókazetta (1996) |